# Glenn Roeder
Glenn Victor Roeder (ur. 13 grudnia 1955 w Woodford, zm. 28 lutego 2021) – brytyjski piłkarz i trener.

## Kariera piłkarska
Piłkarską karierę rozpoczynał w 1973 roku w ekipie Leyton Orient, gdzie występował przez 5 sezonów. Był obrońcą. Rozegrał 115 spotkań ligowych, w których zdobych 4 bramki. Zespół Leyton Orient grał wtedy w drugiej lidze. W 1978 roku Roeder przeniósł się do pierwszej ligi. Drużyna Queens Park Rangers pozyskała go za 250 tysięcy funtów.
Podczas pierwszego sezonu pobytu Glenna na Loftus Road, drużyna spadła na zaplecze Premiership. W barwach drużyny QPR wystąpił 157 razy i zdobył 17 goli. Następnie przeszedł do Newcastle United, które grało wówczas w drugiej lidze. Przed przejściem do drużyny "Srok" był wypożyczony do drużyny Notts County. Zagrał tam 4 spotkania. W sezonie 1982/1983, jego nowa drużyn zajęła 5. miejsce w lidze, a drużyna, z której odszedł – QPR wygrała rozgrywki ligowe. Sezon później Newcastle United ukończył ligę na trzecim miejscu i po pięcioletniej przerwie powrócił do Premiership. Przez następne cztery sezony, drużyna zajmowała miejsca w środku tabeli, a w piątym spadła z ligi. Wtedy Roeder opuścił drużynę Newcastle United. Łącznie w barwach "Srok" zagrał w 193 spotkaniach ligowych i trafił do siatki rywali 8 razy. W sezonie 1989/1990 grał w drugoligowym Watford FC. W przeciągu dwóch i pół sezonu rozegrał 78 ligowych gier, strzelił 2 bramki. W 1992 roku zdecydował się na powrót do swojej pierwszej drużyny – Leyton Orient.

## Kariera trenerska
Pracę jako trener rozpoczął w 1992 roku w zespole Gillingham FC. Był tam grającym trenerem. Spędził tam rok. W tym czasie drużyna wygrała tylko 13 z 51 spotkań i sezon skończyła na przedostatnim miejscu. W sezonie 93/94 był managerem swojego dawnego klubu – Watford FC. W pierwszym sezonie pod wodzą Roedera drużyna zajęła 19. lokatę w drugiej lidze, ale sezon później "Szerszeniom" brakowało 3 punktów do gry w play-off. W następnym sezonie od samego początku rozgrywek plasowali się na niskich pozycjach w tabeli. W lutym Watford FC spadł na ostatnie miejsce. Wtedy Roeder został zwolniony. Nowym trenerem został Graham Taylor. Nie uratował on jednak drużyny przed spadkiem. Następne pięć lat kariery Roedera to praca w West Ham United i Reprezentacji Anglii. W 2001 roku, z drużyny "Młotów" odszedł dotychczasowy trener Harry Redknapp, władze ekipy postanowiły sprowadzić do klubu Steve'a McClarena lub Alana Curbishleya, jednak ta sztuka się nie udała. Postanowiono dać szansę Glennowi Roederowi.
W roku 2002 West Ham United zajął 7 pozycję w tabeli. 21 kwietnia 2003 roku lekarze wykryli guza mózgu u Glenna Roedera, a drużyna spadła z ligi.
Na początku 2006 roku z funkcji trenera Newcastle United został zwolniony Graeme Souness. Tymczasowym trenerem mianowano Glenna Roedera, a asystentem trenera był Alan Shearer. Gdy Roeder przejmował drużynę, ta zajmowała 15. miejsce w tabeli. Ostatecznie "Sroki" zajęły 7 lokatę, która oznaczała awans do Pucharu Intertoto. 16 maja 2006 roku podczas konferencji prasowej Glenn Roeder oficjalnie został nowym managerem Newcastle United. Zwolniony rok później po nieudanym sezonie, w którym popularny The Toon uplasował się na 13. miejscu w tabeli Premiership i odpadł w 1/8 finału rozgrywek o Puchar UEFA. Zastąpił go długoletni menedżer Boltonu Sam Allardyce.